# Taavi Jurkatamm
Taavi Jurkatamm (Tallinn, 10 ottobre 1997) è un cestista estone.

## Biografia
È il fratello maggiore del cestista Mikk Jurkatamm.

## Carriera
Dopo aver trascorso la carriera universitaria con i San Francisco Dons, il 5 agosto 2021 fa ritorno in Estonia, firmando il primo contratto professionistico con il Viimsi. Il 2 luglio 2022 si lega al Kalev/Cramo con un annuale con opzione. A fine contratto con il Kalev/Cramo nel 2023 si lega al TalTech Basketball.

## Palmarès
- Campionato estone: 1

Kalev/Cramo: 2022-2023